# Жовта (селище)
Жо́вта (рос. Жёлтая) — селище у складі Сарактаського району Оренбурзької області, Росія.

## Населення
Населення — 416 осіб (2010; 460 у 2002).
Національний склад (станом на 2002 рік):
- росіяни — 70 %